# Cold Lake (Alberta)
Cold Lake è una cittadina del Canada, situata nella provincia dell'Alberta e in particolare nella Divisione No. 12. 
Si trova sulle rive del Lago Cold, a circa 300 km a est di Edmonton.